# سترتفيلد مورتيمر (باركشير)
سترتفيلد مورتيمر (بالإنجليزية: Stratfield Mortimer)‏ هي قرية و أبرشية مدنية تقع في المملكة المتحدة في إنجلترا. يقدر عدد سكانها بـ 3,807 نسمة ومساحتها 9.67 كم2 .